# Anisothecium capituligerum
Anisothecium capituligerum är en bladmossart som beskrevs av Thériot 1935. Anisothecium capituligerum ingår i släktet Anisothecium och familjen Dicranaceae. Inga underarter finns listade i Catalogue of Life.